# 筻口镇
筻口镇，位于湖南省岳阳市岳阳县东北部。因旧时乡民多置筻捕鱼为生，故名筻口；或曰境内新墙河与游港河相交，地形如筻而得名。镇人民政府驻岳阳县筻口。
筻口镇地势平坦，省道S306线横贯东西，紧靠京珠高速公路与107国道，主要农业产业为生猪养殖、水稻种植；工业以制造、建材、食品加工为主。

## 沿革
- 民国时期，为复兴乡
- 1949年，为筻口区筻口乡
- 1953年，设筻口镇
- 1958年，为大筻口公社
- 1961年，为筻口公社
- 1984年，改设为乡，同年恢复建制镇
- 1995年，潼溪乡、熊市乡并入

## 行政区划
筻口镇辖58个自然村，2个居委会。
新街社区、老街社区、筻口社区、西游村、九丰村、游港村、花坪村、中湖村、田塘村、移山村、西冲村、笔架村、邓桥村、小西村、洲上村、鲁受村、郭家村、保安村、熊市村、三联村、小塘村、新塘村、界岭村、燎原村、双港村、中安村、刘桂村、锹塘村、大塘村、克敬村、大堤村、牌头村、四兴村、清潭村、和平村、朱仑村、山上村、大元村、兴安村、沙坡村、沙南村、南元村、明星村、中心村、世庠村、桥埠村、七市村、井塘村、东游村、均安村、枚花村、三港村、大柳村、中洲村、筻口村、仙安村、潼溪村、李何村、新庄村、老街村和刘本村。